# Droga wojewódzka 397
Die Droga wojewódzka 397 (DW 397) ist eine drei Kilometer lange Droga wojewódzka (Woiwodschaftsstraße) in der polnischen Woiwodschaft Kujawien-Pommern, die sich vollständig in der Gmina Solec Kujawski befindet und Otorowo mit Makowiska verbindet. Die Strecke liegt im Powiat Bydgoski.

## Streckenverlauf
Woiwodschaft Kujawien-Pommern, Powiat Bydgoski
-  Otorowo (Ottorowo, Otteraue) (DW 394)
-  Makowiska (Steindorf) (DK 10)